# Булгаков Айдер Якубович
Айдер Якубович Булгаков (нар. 1956, Узбекська РСР) — радянський і турецький математик кримськотатарського походження, доктор фізико-математичних наук (1989), професор.

## Біографія
Народився в 1956 році в Узбекистані, після депортації кримських татар. Після отримання ступеня на математичній олімпіаді 1972 року закінчив останній клас у фізико-математичній середній школі і вступив до Новосибірського державного університету. У 1978 році закінчив математичний факультет Новосибірського університету. У 1978—1993 роках обіймав посаду провідного наукового співробітника, спочатку наукового співробітника в Обчислювальному Центрі (1978—1980), а після 1980 року — в Математичному інституті.
На кафедрі прикладної математики отримав спочатку ступінь кандидата (1982), а потім доктора наук (1989). У 1976—1993 роках працював разом з професором Сергієм Годуновим спочатку як його учень, а потім як колега. У Росії технологічні методи, які він розробив як комп'ютерні додатки, знайшли застосування в промисловості, особливо в галузях моторної, хімічної, автомобільної, аерокосмічної, авіаційної та військової промисловості. Працював як координатор дослідного центру. Булгаков брав участь в численних національних і міжнародних конгресах як організатор та доповідач. У 1998 році був директором річної школи Інституту перспективних досліджень НАТО під назвою «Error Control and Adaptivity in Scientific Computing» в Анталії з 9 по 21 серпня. Булгаков зібрав наукові результати своєї школи в книзі «Error Control and Adaptivity in Scientific Computing», опублікованій Kluwer Academic Press і Крістофом Зенгером (Мюнхенський технічний університет, Німеччина).
Опублікував безліч наукових статей в міжнародних наукових журналах. З 2000 по 2003 рік Булгаков обіймав посаду виконавчого редактора міжнародного наукового журналу «Selcuk Journal of Applied Mathematics».
У 1993 році вчений з родиною переїхав до Туреччини і став професором математики університету Сельчук на факультеті науки і прикладної математики.
У 1994 році Булгаков заснував Дослідницький Центр прикладної математики Університету Сельчук і був директором цього центру до кінця 2003 року. У цьому центрі він створив наукову команду і разом з цією командою створив нові принципи викладання на основі комп'ютерних діалогових систем.
Одружений і є батьком двох дітей.
Володіє російською, турецькою, узбецькою та англійською мовами.

## Публікації
1. А. Я. Булгаков, В. Л. Васькевич, «Ієрархічні базиси в Гільбертових просторах», Сиб. журн. індустр. матем., 2: 2 (1999), 24-35
2. К. Айдин, А. Я. Булгаков, Г. В. Демиденко, «Числові характеристики асимптотичної стійкості розв'язків лінійних різницевих рівнянь з періодичними коефіцієнтами», Сиб. матем. журн., 41: 6 (2000), 1227—1237 mathnet mathscinet; K. Aidyn, H. Ya. Bulgakov, GV Demidenko, "Numeric Characteristics for Asymptotic Stability of Solutions to Linear Difference Equations with Periodic Coefficients ", Siberian Math. J., 41: 6 (2000), 1005—1014
3. А. Я. Булгаков, Г. В. Демиденко, «Новий критерій приналежності матричного спектра замкнутому одиничного колу і додатки в теорії стійкості», Сиб. журн. індустр. матем., 3: 1 (2000), 47-56
4. К. Айдин, А. Я. Булгаков, Г. В. Демиденко, «Асимптотична стійкість рішень обурених лінійних різницевих рівнянь з періодичними коефіцієнтами», Сиб. матем. журн., 43: 3 (2002), 493—507 mathnet mathscinet zmath; K. Aidyn, H. Ya. Bulgakov, GV Demidenko, "Asymptotic stability of solutions to perturbed linear difference equations with periodic coefficients ", Siberian Math. J., 43: 3 (2002), 389—401
5. К. Айдин, А. Я. Булгаков, Г. В. Демиденко, «Оцінка області тяжіння різницевих рівнянь з періодичними лінійними членами», Сиб. матем. журн., 45: 6 (2004), 1199—1208 mathnet mathscinet zmath; K. Aidyn, H. Ya. Bulgakov, GV Demidenko, "An estimate for the attraction domains of difference equations with periodic linear terms ", Siberian Math. J., 45: 6 (2004), 983—991
6. Булгаков, Айдер Якубович. «Обгрунтування гарантованої точності виділення інваріантних підпросторів несамосопряженних матриць: автореферат дис. … доктора фізико-математичних наук» : 01.01.07 / АН СРСР. Сиб. від-ня. Обчисл. центр. — Новосибірськ, 1988. — 22 с. Обчислювальна математика FB 9 88-7 / 4079-3, FB 9 88-7 / 4080-7
7. Булгаков А. Я., Годунов С. К. «Розрахунок позитивно певних рішень рівняння Ляпунова» 55 с., включ. обл. 1984 Новосибірськ